# Halowe Mistrzostwa Europy w Lekkoatletyce 1973 – bieg na 1500 m kobiet
Bieg na 1500 metrów kobiet – jedna z konkurencji biegowych rozgrywanych podczas halowych lekkoatletycznych mistrzostw Europy w hali Ahoy w Rotterdamie. Rozegrano od razu bieg finałowy 11 marca 1973. Zwyciężyła reprezentantka Republiki Federalnej Niemiec Ellen Tittel. Ponieważ do tej konkurencji zgłosiły się tylko trzy zawodniczki i wszystkie ukończyły bieg, wszystkie otrzymały medale. Tytułu zdobytego na poprzednich mistrzostwach nie broniła Tamara Pangełowa ze Związku Radzieckiego.

## Rezultaty

### Finał
Rozegrano od razu bieg finałowy, w którym wzięły udział 3 biegaczki.

Opracowano na podstawie materiału źródłowego.
| Miejsce | Zawodniczka   | Czas    |
| ------- | ------------- | ------- |
| 1       | Ellen Tittel  | 4:16,17 |
| 2       | Tonka Petrowa | 4:17,20 |
| 3       | Iris Claus    | 4:21,49 |